# Gelbe Birke
Gelbe Birke ist ein stillgelegtes Bergwerk bei Grünhain-Beierfeld im Erzgebirgskreis, bestehend aus Fundgrube und Stollen.

## Geschichte
In der Gelben Birke wurde hauptsächlich erzführender Kalksilikatfels (Skarn) abgebaut. Daneben wurden auch Fluorit, Quarz, Kalzit und Baryt gefunden. Funde von technisch verwertbaren mineralischen Substanzen führten 1717 zur Anlage eines Fossilienwerkes in der benachbarten Amtsstadt Schwarzenberg/Erzgeb. durch August den Starken. Die hohen Erwartungen an weitere reiche Funde erfüllten sich jedoch nicht, so dass das Werk nach gut 20 Jahren wieder geschlossen wurde. Zur Fundgrube Gelbe Birke gehörte ein Erbstollen an der Sauerwiese bei Beierfeld im Feierleinschen Wald bei Schwarzenberg, der mit dem Karl Haidinger Stollen in Wildenau zusammenhing.
Heute ist die Gelbe Birke Station eines Bergbaulehrpfades.